# リアム・ミッチェル
リアム・ミッチェル（Liam Mitchell、1995年10月10日 - ）は、ジャパンラグビーリーグワン埼玉パナソニックワイルドナイツに所属するラグビー選手。

## プロフィール
- ニュージーランド・パーマストンノース出身[1]。
- ポジションはロック(LO)。
- 身長 197 cm、体重 117 kg

## 来歴
パーマストンノースボーイズ高校卒業後、UEサンボイアナ、マナワツ、ハリケーンズ、ゼブレを経て、2022年、埼玉パナソニックワイルドナイツに加入。12月25日に行われたJAPAN RUGBY LEAGUE ONE第2節静岡ブルーレヴズ戦にて先発出場で日本での公式戦初出場を果たした